# Summa Theologiae
La Somma teologica, frequentemente chiamata anche col titolo originale Summa Theologiae, è la più famosa delle opere di Tommaso d'Aquino. Fu scritta negli  ultimi anni di vita dell'autore 1265–1274; la terza e ultima parte rimase incompiuta.
È il trattato più famoso della teologia medioevale e la sua influenza sulla filosofia e sulla teologia posteriore, soprattutto nel cattolicesimo, è incalcolabile.
Concepita come un manuale per lo studio della teologia più che come opera apologetica di polemica contro i non cattolici, nella struttura dei suoi articoli è un'esemplificazione tipica dello stile intellettuale della scolastica. Deriva da un'opera anteriore, la Summa contra Gentiles, più marcatamente apologetica.
Tommaso la scrive tenendo presenti le fonti propriamente religiose, cioè la Bibbia e i dogmi della Chiesa cattolica, ma anche le opere di alcuni autori dell'antichità: Aristotele è l'autorità massima in campo filosofico, e sant'Agostino d'Ippona in campo teologico. Sono citati frequentemente anche Pietro Lombardo, teologo e autore del manuale usato all'epoca, gli scritti del V secolo di Pseudo-Dionigi l'Areopagita, Avicenna e Mosè Maimonide, studioso giudeo non molto anteriore a Tommaso, del quale egli ammirava l'applicazione del metodo investigativo.
Tommaso realizzò anche il Compendium Theologiae, una sintesi della Summa rivolta a coloro che non erano studenti universitari di teologia.

## Struttura dell'opera
Scritta in latino, la Summa è costituita da articoli che hanno tutti la stessa struttura: una serie di questioni circa il tema trattato, formulate come domande; a ogni questione si enunciano anzitutto gli argomenti od osservazioni che sono contro la tesi proposta (videtur quod, "sembra che"), poi un argomento decisivo a favore (sed contra, "ma al contrario"), poi nel corpo principale si sviluppa la risposta alla questione (respondeo, "rispondo") e infine si contestano, se necessario, una a una le obiezioni iniziali e a volte lo stesso sed contra.

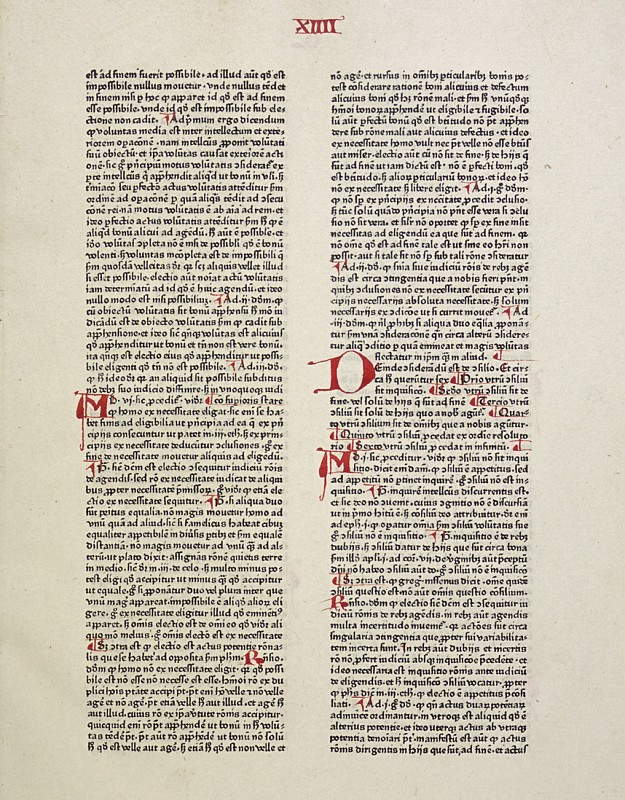
Pagina della Summa Theologiae nell'edizione di Magonza, Peter Schöffer, 1471 (c. 19r).

L'opera è divisa in tre parti, la seconda delle quali si suddivide in due sezioni; lo schema risulta il seguente:
- I: Prima parte (Prima pars), 119 quaestiones
  - La sacra dottrina
  - Dio uno
  - Dio trino
  - la creazione
  - il male
  - gli angeli
  - l'uomo e il cosmo
- II-I: Seconda parte, prima sezione (Prima secundae), 114 quaestiones
  - il fine ultimo dell'uomo
  - l'atto umano
  - Le passioni
  - gli abiti
  - le virtù
  - il peccato
  - la legge antica e la nuova
  - la grazia e il merito
- II-II: Seconda parte, seconda sezione (Secunda secundae), 189 quaestiones
  - le virtù teologali: fede, speranza, carità.
  - le virtù cardinali: prudenza, giustizia, fortezza, temperanza
  - i carismi
  - gli stati di vita
- III: Terza parte (Tertia pars), 90 quaestiones; incompiuta
  - Cristo: incarnazione, vita, passione e risurrezione
  - i sacramenti: Battesimo, Cresima, Eucaristia, Penitenza
- Supplemento alla Terza parte (Supplementum tertiae), 99 quaestiones; completata dai discepoli in base a scritti giovanili
  - Ordine sacro, Matrimonio e Unzione degli infermi
  - il giudizio finale
  - i novissimi
- Appendice al Supplemento alla Terza parte (Appendix ad Supplementum tertiae partis), 2 quaestiones
  - il Purgatorio
  - il peccato originale

### Esempi di citazione
L'opera risulta così suddivisa in tre parti (la seconda delle quali è divisa a sua volta in due sezioni), ognuna composta di questioni e di articoli. Ogni articolo si struttura ancora in tesi, analisi delle obiezioni, e soluzione delle difficoltà.
Un esempio del modo in cui un passo può venire citato è dunque il seguente:
- Tommaso d'Aquino, Summa Theologiae, II, I (anche II-I), q. 58, a. 2, ad I: ovvero "Prima sezione della seconda Parte, questione 58, articolo 2, soluzione della prima difficoltà".

### Proemio
Sin dal proemio, l'opera è rivolta a tutti i cristiani "principianti" che accettano per fede la Rivelazione divina, al fine di introdurli alla comprensione analogica di Dio.

## Argomenti
La Summa Theologiae fu concepita da Tommaso alla stregua del processo di edificazione delle grandi cattedrali europee: come la teologia ha lo scopo di rendere trasparenti alla ragione i fondamenti della fede, così l'architettura diventò lo strumento collettivo per l'educazione del popolo e della sua partecipazione alla Verità rivelata.

Tommaso si propose perciò di adottare un metodo scientifico, basato sugli stessi criteri utilizzati da Aristotele, estendendo alla teologia il procedimento deduttivo proprio delle scienze razionali e della metafisica, assumendo però come dati di partenza, a differenza di queste, non delle verità empiriche, bensì degli articoli di fede. I contenuti della fede, d'altra parte, non possono contraddire le verità scoperte dalla ragione naturale, la quale anzi è in grado di fornire a sua volta quei «preamboli» capaci di elevare alla fede. Con la ragione, ad esempio, si può arrivare a conoscere «il fatto che Dio è» ("de Deo quia est"): senza questa premessa non si potrebbe credere che Gesù ne sia il Figlio. Quel che rimane inconoscibile alla ragione, ossia il "quid est" («che cosa è» Dio), resta invece oggetto di fede, oppure definibile solo per via negativa: 
(Summa theologiae, I, q. 3, prologo)
Tommaso, come tutti gli scolastici, contribuì in tal modo a sviluppare  un peculiare metodo di indagine speculativa, noto come quaestio, ossia la «questione», la quale, più che una domanda, era un modo di procedere logicamente a partire da un'aporia o una contraddizione all'interno di un argomento, basandosi sul commento e la discussione di testi autorevoli.

### Prima parte
La prima parte si apre con la quaestio "Utrum sit necessarium, praeter philosophicas disciplinas, aliam doctrinam haberi" (Se sia necessario avere un dottrina diversa, al di là delle discipline filosofiche). Il quesito fonda la teologia come scienza aristotelica caratterizzata dallo "scire per causas" (conoscere mediante le cause) e come scienza subalterna a quella di Dio e dei beati donata agli uomini nella Rivelazione.
La prima parte verte su Dio, il processo della creazione, la gerarchia degli angeli e l'essere umano. Come già accennato, il fatto che Dio esista ci è dato dalla ragione ma anche dalla fede; Tommaso cioè procede sia a priori che a posteriori. Una prova che sia solo a priori, infatti, è valida da un punto di vista assoluto, che è lo stesso di Dio; ma l'uomo, che vive in una dimensione relativa, ha bisogno di dati di partenza. Egli quindi propone cinque vie, ma evitando di parlare di dimostrazioni: le sue argomentazioni non sono teoremi matematicamente o logicamente dimostrati, ma cammini che permettono di intravedere con la ragione l'esistenza di Dio.
Per dare validità filosofica alle sue argomentazioni, Tommaso ricorre alle categorie aristoteliche di "potenza" e di "atto", alla nozione di "essere necessario" e di "essere contingente" desunta da Avicenna, ai gradi di perfezione di stampo platonico, e alla presenza di finalità negli esseri privi di conoscenza.
- Prima via: "Ex motu":

- Seconda via: "Ex causa":

- Terza via: "Ex contingentia":

- Quarta via: "Ex gradu perfectione":

- Quinta via: "Ex fine":

(Tommaso d'Aquino, Summa Theologiae, I, questione 2, articolo 3)

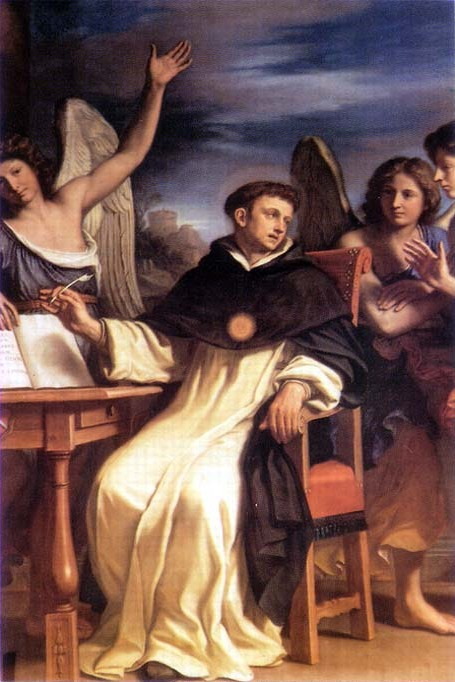
San Tommaso sorretto dagli angeli nella stesura della Summa Theologiae, opera del Guercino.

Nell'intera creazione vige così un perenne passaggio dalla potenza all'atto che struttura gerarchicamente il mondo secondo una scala ascendente che va dalle piante agli animali, e da questi agli uomini, fino agli angeli e a Dio, che in quanto motore immobile dell'universo è responsabile di tutti i processi naturali.

Le intelligenze angeliche hanno una conoscenza intuitiva e superiore, che permette loro di sapere immediatamente ciò a cui noi invece dobbiamo arrivare tramite l'esercizio della ragione. Anche quest'ultime sono tuttavia ordinate gerarchicamente, secondo uno schema che Tommaso riprende dal De coelesti hierarchia dello Pseudo-Dionigi l'Areopagita, suddiviso in tre Gerarchie, ognuna contenente a sua volta tre ordini. Tommaso sostenne inoltre la natura spirituale e incorporea degli angeli, sebbene costoro possano talvolta assumere un corpo visibile, e la loro incorruttibilità, essendo privi di materia che possa venire separata dalla forma.
Ora, per quanto riguarda il fine possiamo distinguere tre momenti: primo, la considerazione del fine; secondo, la conoscenza perfetta di esso; terzo, la determinazione ferma dell'intenzione su di esso; e in questi tre momenti, il secondo aggiunge qualcosa al primo, il terzo a entrambi. E siccome Dio è il fine delle creature nella maniera in cui, come dice Aristotele, il comandante è il fine dell'esercito, si può desumere qualche analogia dalle cose umane: e invero ci sono alcuni rivestiti di tanta dignità da poter accedere di persona e familiarmente al re o al comandante (sono i Serafini); vi sono altri che hanno, in più, il privilegio di essere al corrente dei suoi segreti (sono i Cherubini); altri infine che, per un privilegio ancora più alto stanno sempre intorno a lui, come fossero suoi congiunti (sono i Troni).
[…] Quanto al governo poi, esso per sua natura ha tre compiti. Primo, determinare le cose da fare: e questo spetta alle Dominazioni. Secondo, concedere il potere di farle: e questo spetta alle Virtù. Terzo, indicare i modi come le cose comandate o determinate possano essere fatte da chi deve eseguirle: e questo spetta alle Potestà. L'esecuzione poi dei ministeri angelici consiste nell'annunziare le cose di Dio. Ora, nell'esecuzione di qualsiasi opera, vi sono alcuni che danno l'inizio all'opera e fanno da guida agli altri, come i maestri nel canto, e i comandanti in guerra: e questo ufficio appartiene ai Principati. Vi sono altri invece che agiscono quali semplici esecutori: è il compito degli Angeli. Altri poi si trovano in una situazione intermedia: e tali sono gli Arcangeli. Questa determinazione degli ordini è quindi giustificata.»
(Tommaso d'Aquino, Summa teologica, I, 108, 6 )

## Accoglienza
Giovanni XXII, il Papa che canonizzò San Tommaso d'Aquino, dichiarò riguardo alla Summa Theologiae: quot articula tot miracula (tanti sono gli articoli quanti i miracoli).
Durante il Concilio di Trento, la Summa Theologiae fu esposta accanto alla Bibbia e ai decreti papali presso l'altare maggiore, per volere di San Pio V, il Sommo Pontefice che proclamò Tommaso dottore della Chiesa.
Nel XVI secolo l'opera divenne interesse per diversi commentatori, come Pierre Crockaert, Francisco de Vitoria e Tommaso De Vio. 

## Edizioni
- Editio Leonina
- Somme théologique, dite de la Revue des Jeunes, traduite et commentée par different auteurs, 61 vol., Paris, 1925-1972.[14]